# Oberes Schloss Untersiemau

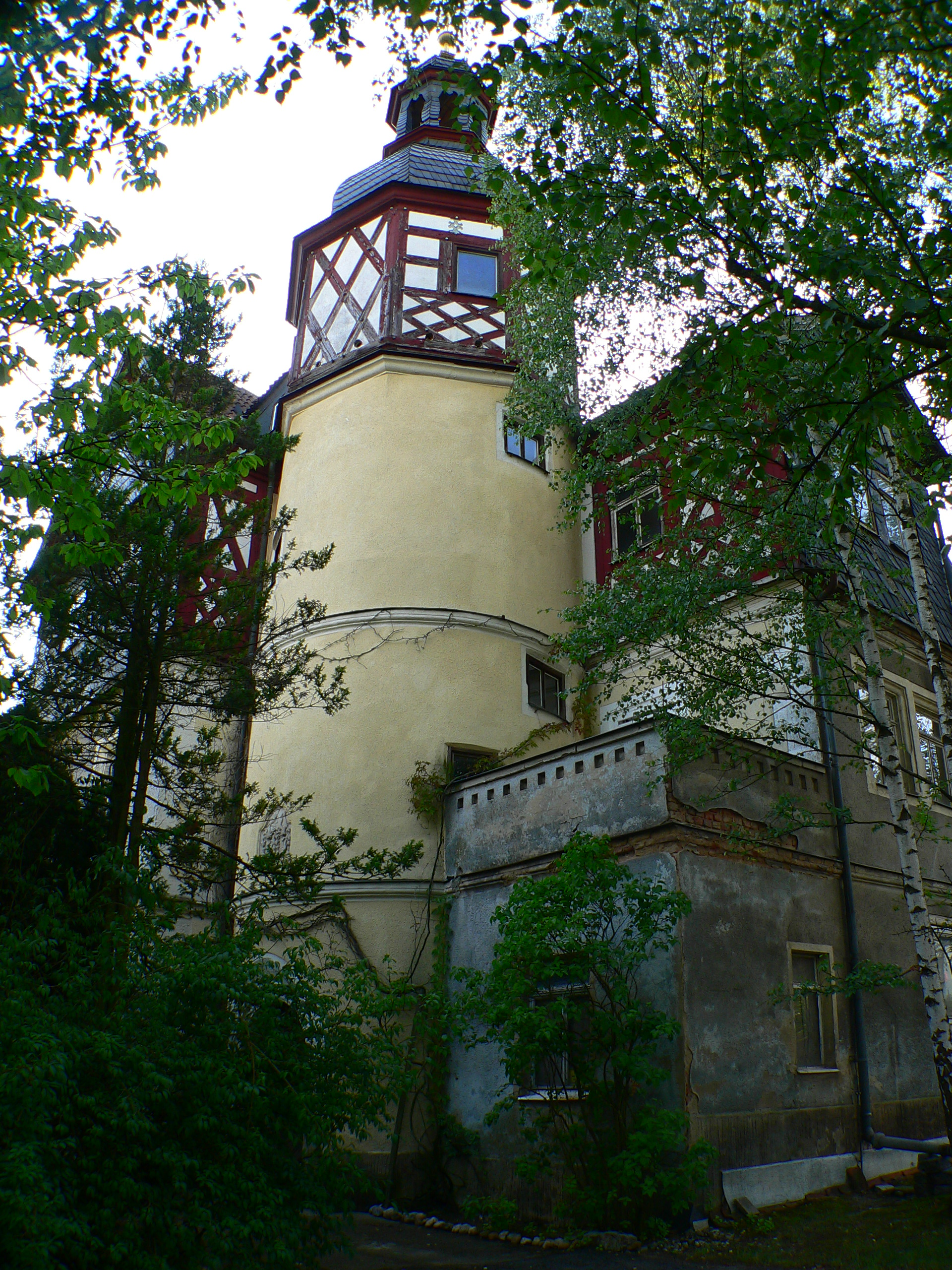
Oberes Schloss Untersiemau

Das Obere Schloss Untersiemau steht in der oberfränkischen Gemeinde Untersiemau im Landkreis Coburg. Die ältesten Teile des Bauwerks stammen aus dem 12. Jahrhundert. Das Schloss wurde im Laufe der folgenden Jahrhunderte mehrfach aus- und umgebaut.

## Geografische Lage
Acht Kilometer südlich von Coburg im Itzgrund liegt an der Ecke Lichtenfelser Straße und Pfarrgasse das Obere Schloss in etwa 300 Metern Höhe.

## Geschichte
Sicher ist, dass Untersiemau auf die karolingische Domäne Suomene zurückgeht, das sich im 12. Jahrhundert (wahrscheinlich schon früher) im Eigenbesitz (Allod) der Ritter von Suemen befand, die auf ihrem alten Sitz im Oberen Schloss wohnten. In einer Urkunde aus dem Jahr 1195 wird als Besitzer der Ritter Thiemo de Suemen genannt.
Anfang des 13. Jahrhunderts begann Thiemo etwa 300 Meter südlich unterhalb des Oberen Schlosses mit dem Bau eines Wasserschlosses. Die Schenken zogen nach dessen Fertigstellung in dieses neue Untere Schloss. Das Obere Schloss blieb in ihrem Besitz und diente weiterhin als Amts- und Verwaltungssitz. 1496 erbte Valentin zu Siemau das Haus. 1499 erfolgte ein aus Geldnot geschlossener Erbpachtvertrag zwischen den Schenken Valentin und Lorenz zu Siemau und den Grafen von Henneberg, wobei beide Anwesen zentfrei blieben und somit die Ausübung der niederen und höheren Gerichtsbarkeit bei den Schenken verblieb. Als Gerichtsgebäude diente bis 1521 weiterhin das alte Obere Schloss.
1521 erfolgte der Verkauf des Oberen Schlosses an die Herren von Brandenstein. Im Deutschen Bauernkrieg brannte es 1525 nieder und wurde wieder aufgebaut. Um 1630 wurde es im Dreißigjährigen Krieg erneut zerstört. Rund 50 Jahre später stand das Schloss wieder, nunmehr mit höherem Turm und einem Stockwerk mehr. Ende des 17. Jahrhunderts wurde das Schloss an die Ermreuther Linie der Herren Muffel von Eschenau verkauft, die zu dieser Zeit auch auf Schloss Ahorn bei Coburg saß. Nach deren Aussterben kam das Schloss durch Verkauf an Johannes Dietrich von Könitz (1662–1730), Stifter der fränkischen Linie derer von Könitz. Diese erlosch 1832 mit dem Tod des kinderlosen Christian Ferdinand von Könitz. 1866 fiel das leerstehende Schloss schließlich an die Herzogliche Landesbank zu Coburg. 1870 erwarb der Historiker und Sozialwissenschaftler Karl Fischer das Schloss, vermietete es aber bereits ein Jahr später an die Zigarrenfabrik Barth. 1888 kaufte der Zigarrenfabrikant Adolf Barth das Gebäude, veräußerte es aber wieder nach elf Jahren an den Brauereidirektor August Schubert. 1902 übernahm Schneidermeister Josef Ott das Anwesen, 1923 dann der Hotelier Carl Busch und um 1950 sein damals noch minderjähriger Enkel, dem das Anwesen bis zu seinem Tod 2023 gehörte. Zwischen den beiden Weltkriegen bewohnten mehrere Familien das Schloss, nach 1945 Vertriebene aus den ehemals deutschen Ostgebieten. Im Rahmen des Versuchs in den 1960er Jahren, das Schloss in ein Lokal mit Fremdenzimmern zu verwandeln, wurden Turm und Dachstuhl saniert und ein Anbau aus grauem Mauerwerk im Rohbau ausgeführt. Zur Eröffnung der geplanten Gastronomie kam es jedoch nicht und 1977 bot der Eigentümer das Schloss für 0,5 Millionen DM der Gemeinde Untersiemau zum Kauf an, die an einer Nutzung als Rathaus Interesse zeigte. Der Verkauf scheiterte jedoch, da die Sanierungskosten auf 1,3 Millionen DM geschätzt wurden. Das Schloss verfiel, da der Besitzer die Sanierung nicht finanzieren konnte. 2025 erwarb die Gemeinde Untersiemau das Anwesen.

## Beschreibung

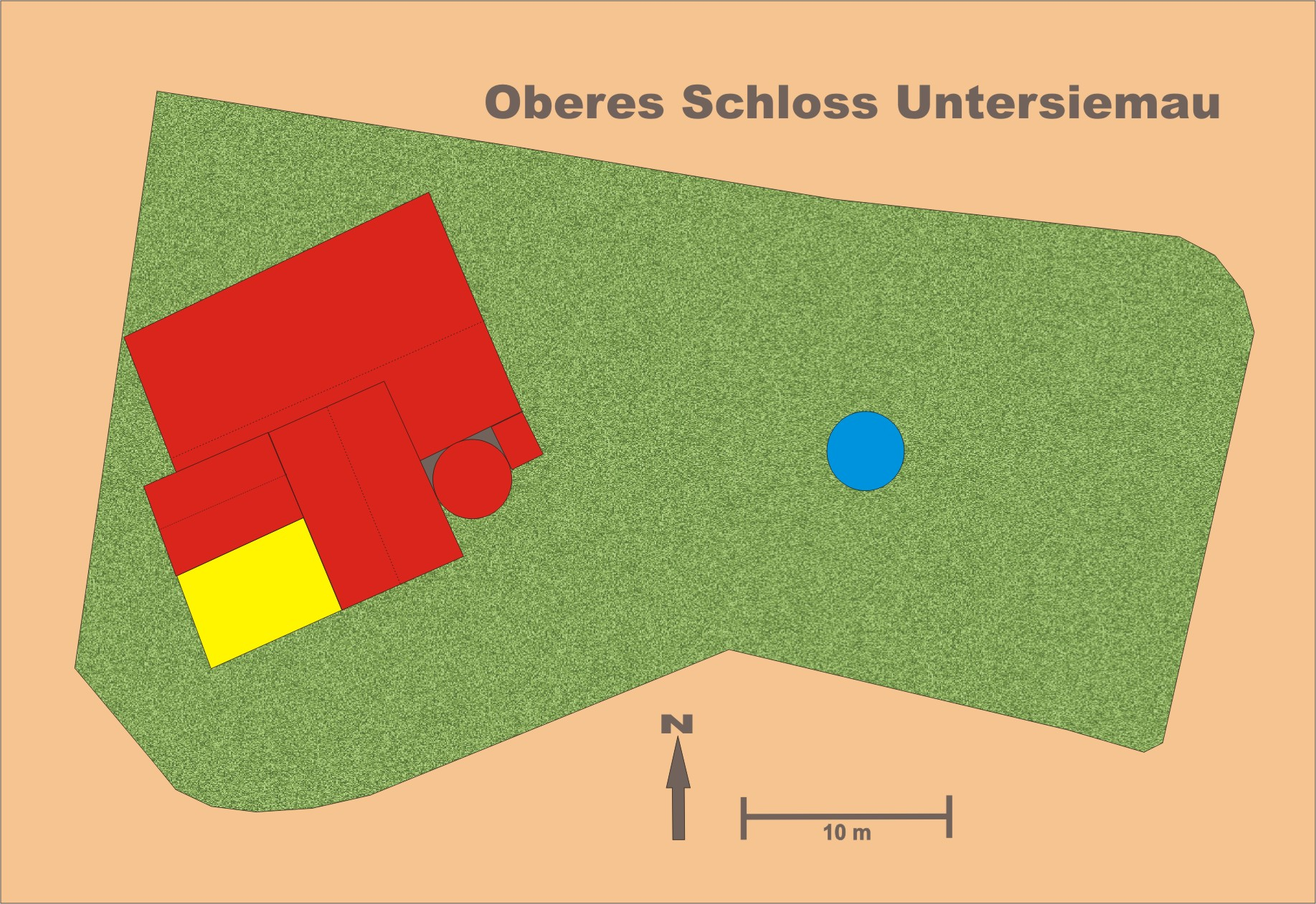
Oberes Schloss Untersiemau Lageplan

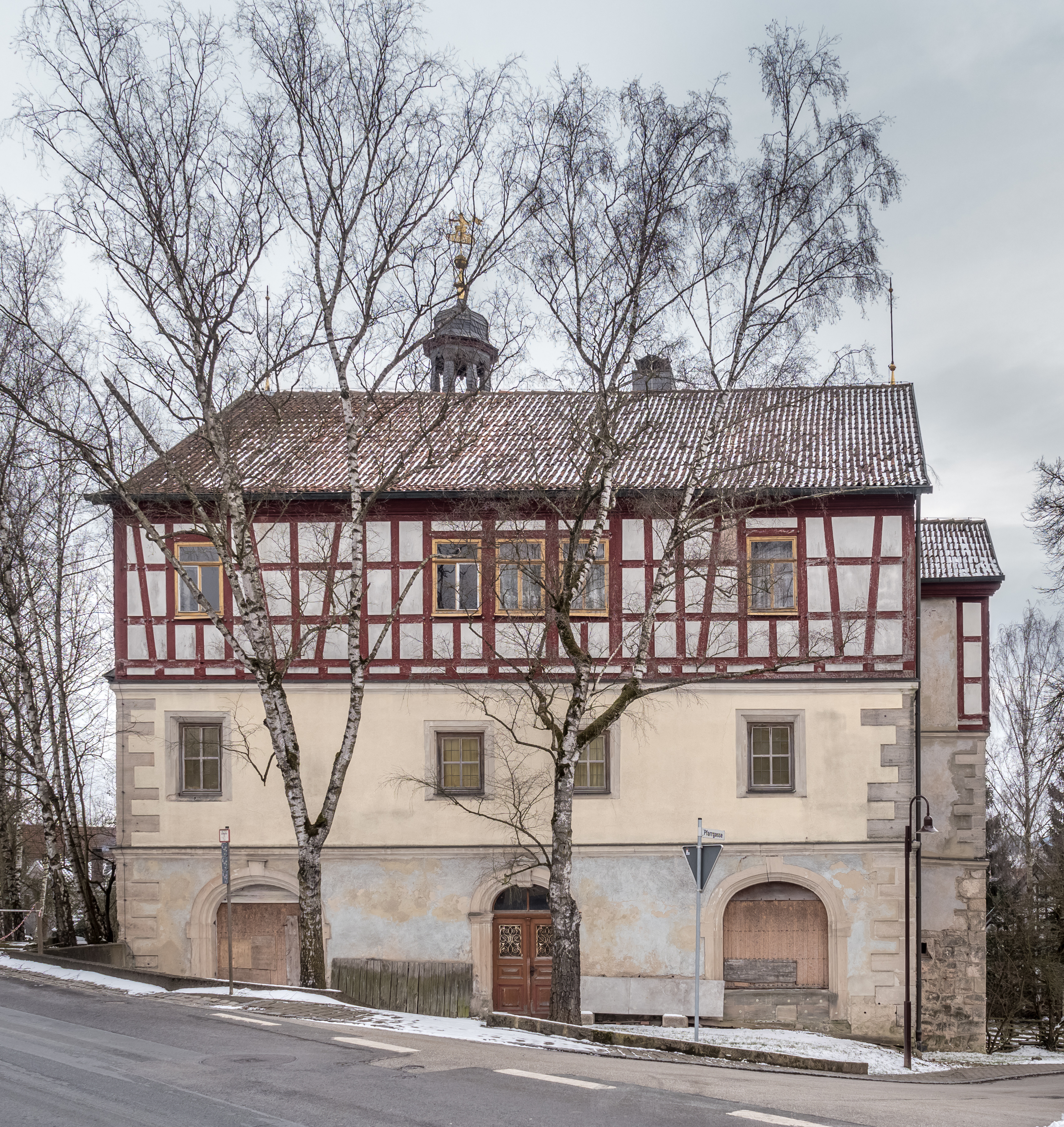
Oberes Schloss Untersiemau – Seitenansicht

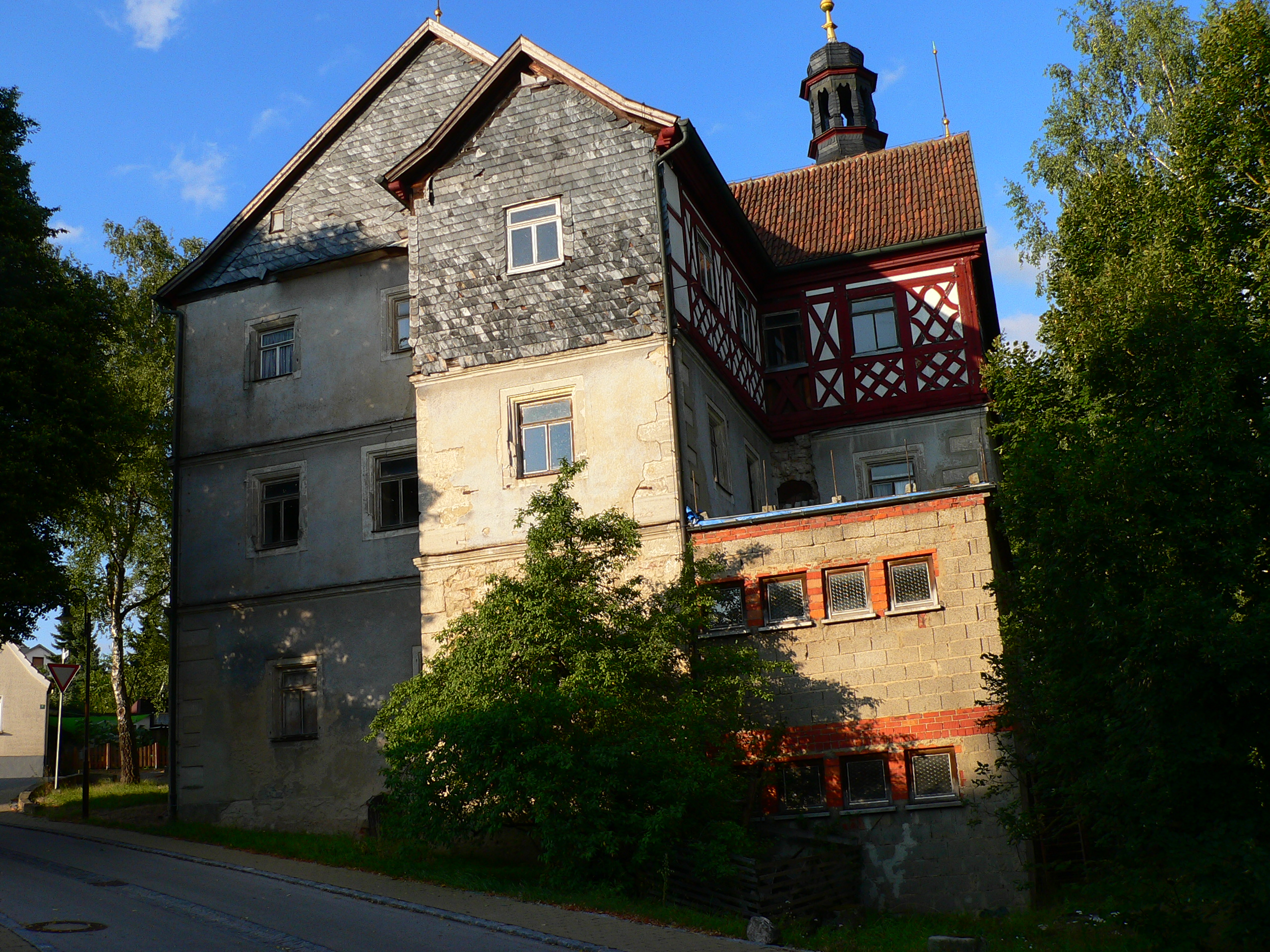
Oberes Schloss Untersiemau – Straßenansicht mit „Anbau“

Der gesamte Schlossbau befand sich einst am westlichen Rand einer knapp ein Hektar großen Gartenanlage mit Brunnen, die heute nicht mehr besteht. Das Hauptgebäude ist in seiner Längsachse von Nordost nach Südwest ausgerichtet und weist drei Stockwerke auf, der in der Mitte daran rechtwinklig angesetzte Querbau ebenfalls. Ein weiterer, schmalerer Gebäudeteil ist parallel an das Hauptgebäude angesetzt und ragt über die Giebelfront hinaus. In der nordöstlichen Gebäudeecke befindet sich der Treppenturm mit dem Haupteingang. Über ihm ist ein Hochzeitswappen im Putz eingelassen.
Bei allen vier Gebäudeteilen ist das obere, um 1680 entstandene, Geschoss in Holzfachwerk ausgeführt. Die Satteldächer der beiden angesetzten Gebäudeteile sind etwas niedriger als jenes des Hauptgebäudes, wodurch die gesamte Anlage kleinteiliger wirkt. Dieser Eindruck wird noch verstärkt durch einen rechts neben dem Treppenturm eingefügten, eingeschossigen Vorbau mit Terrasse. Das Obergeschoss des runden Turms besteht aus einem sechseckigen Fachwerk mit ebensolchem Kuppeldach und aufgesetzter Glocke. Dadurch ragt der Turm etwas über das Hauptgebäude hinaus.
Im traufseitigen Erdgeschoss des Hauptgebäudes mit seinen fünf auf drei Fensterachsen befinden sich zwei große Rundbogenfenster und eine schmalere Eingangstür, ebenfalls mit Rundbogen. In der Gebäudeecke zur Pfarrgasse hin wurde ein zweigeschossiger und bis heute unverputzter Rohbau mit provisorischer Deckung um 1965 eingefügt. Hier sollten ursprünglich die Caféterrasse und darunter die Toilettenanlage der geplanten Gaststätte entstehen. Eine weitere unfertige Terrasse befindet sich im zweiten Stock des Querbaus zum Treppenturm hin.
Zum Schloss gehörte ursprünglich auch eine Schlosskapelle, an deren Stelle aber seit 1392 die von den Schenken von Siemau gestiftete neue Dorfkirche steht.